# Тыллисте
Ты́ллисте (эст. Tõlliste), на местном наречии Тыллисты (эст. Tõllistõ) — деревня в волости Валга уезда Валгамаа, Эстония.  
До реформы местных самоуправлений Эстонии 2017 года входила в состав волости Тыллисте.

## География и описание
Расположена в южной части Эстонии, в 13 километрах к северо-востоку от уездного и волостного центра — города Валга. Высота над уровнем моря — 66 метров.
Климат умеренный. Официальный язык — эстонский. Почтовый индекс — 68307.

## Население
По данным переписи населения 2021 года, в Тыллисте проживали 72 человека, из них 62 (87,3 %) — эстонцы.
По состоянию на 1 января 2020 года в деревне насчитывалось 92 жителя: 40 женщин и 52 мужчины; 64 человека трудоспособного возраста (15–64 года), 9 детей в возрасте до 15 лет и 19 человек пенсионного возраста (65 лет и старше).
По данным переписи населения 2011 года, в деревне проживали 97 человек, из них 84 (86,6 %) — эстонцы.
Численность населения деревни Тыллисте:
| Год  | 1959 | 1970  | 1979  | 1989  | 2000  | 2011 | 2017  | 2018  | 2019 | 2020 | 2021 |
| ---- | ---- | ----- | ----- | ----- | ----- | ---- | ----- | ----- | ---- | ---- | ---- |
| Чел. | 155  | ↘ 130 | ↗ 149 | ↘ 113 | ↗ 121 | ↘ 97 | ↗ 106 | ↘ 100 | ↘ 95 | ↘ 92 | ↘ 72 |

## История
В письменных источниках 1582 года упоминается Tyliczakul, 1625 и 1628 годов — Theilitz, 1638 года — Teylitz, Teilitz, 1782 года — Teilitz, Tölliste mois, 1900 года — Teilitz, Telliste.
В средние века на этих землях находилась принадлежащая монастырю Кяркна деревня Тейлиц. В 1663 году здесь была основана мыза Тейлиц (нем. Teilitz, Тыллисте, эст. Tõlliste mõis, , на военно-топографических картах Российской империи (1846–1880 годы), в состав которой входила Лифляндская губерния, мыза обозначена как мз. Тейлицъ), которую отделили от соседней мызы Фелк (нем. Fölk, Лаатре, эст. Laatre mõis), и от которой к настоящему времени сохранился только парк. В парке много красивых старых деревьев: серебристая ива, вязы, серебристый тополь, русская лиственница и др.
В 1920-х годах, после национализации мызы, на её землях возникло поселение, в 1977 году получившее статус деревни. В 1977 году, во время кампании по укрупнению деревень, с Тыллисте была объединена деревня Куски, а позже также деревня Лийвакюла.

## Известные уроженцы
- Луйзе Вахер[эст.] (1912–1992) — эстонская писательница.

## Происхождение топонима
Предполагается, что основой названия деревни послужило личное имя Тылль (Tõll).